# ハクナ・マタタ

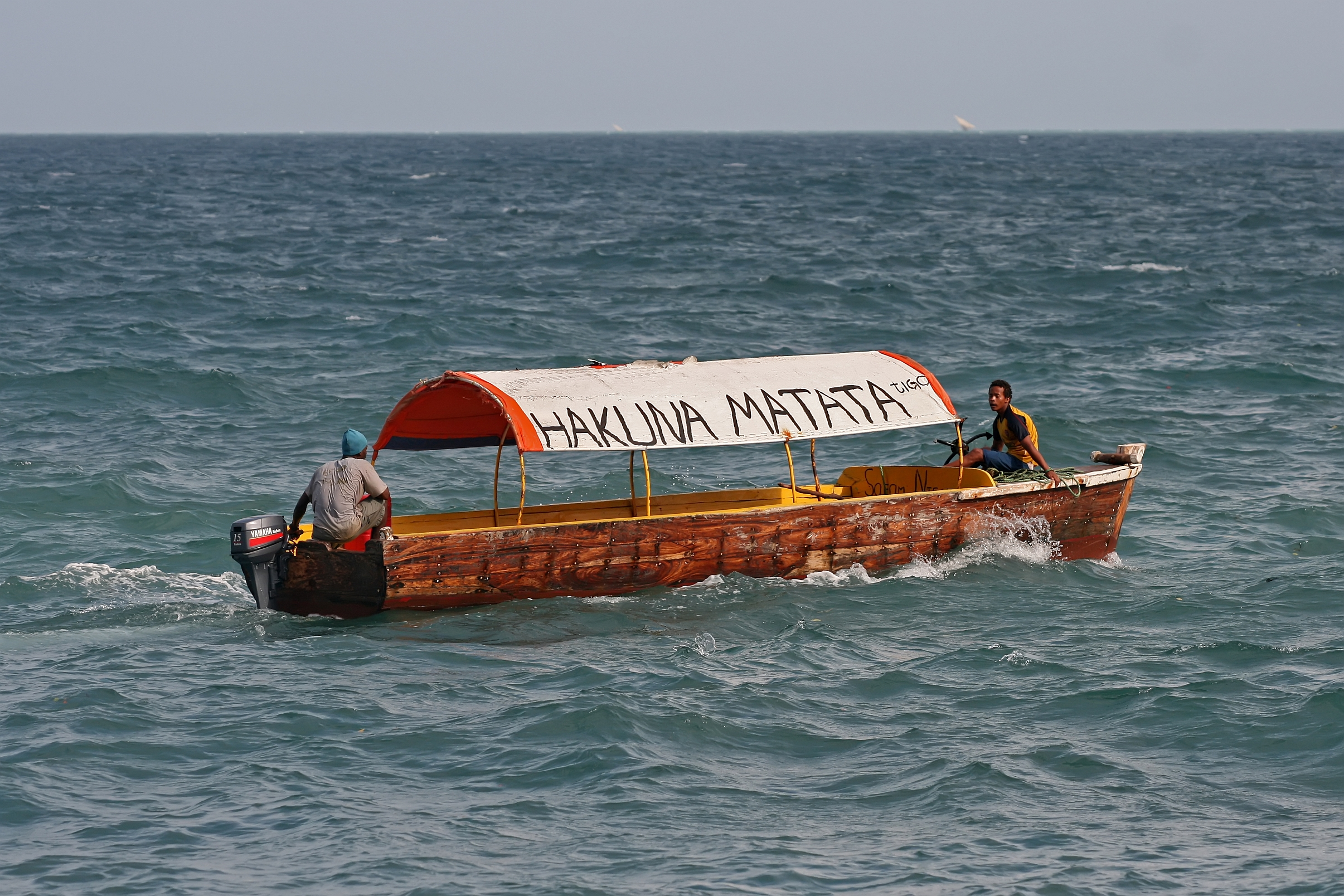
タンザニアのモーターボートに書かれている「ハクナ・マタタ」

ハクナ・マタタ (スワヒリ語: Hakuna matata) は、文字通り訳すれば「問題ない」という意味である。この表現はライオンキングアニメーションにも使用されている。スワヒリ語でHakunaは「ない」、Matataは「問題」という意味である。また、ハクナ・マタタはライオンキングでミーアキャットのティモンが喋った言葉である。

## 音楽

### ジャンボ・ブワナ（スワヒリ語）
1982年に、ケニアホテルバンドThem Mushroomsがジャンボ・ブワナ（英: Jambo Bwana; 意味: Hello Mister）という名前の曲を公開した。また、この曲は世界的な歌になった。
この曲はバンドを担当するテディー・カランダ・ハリソン（Teddy Kalanda Harrison）が作詞し、「ハクナ・マタタ」というフレーズを繰り返す。

### ジャンボ - ハクナ・マタタ (英語)
一年が経ち、ドイツのグループBoney M.はジャンボ - を発表した。 Liz Mitchellはこの曲の声を提供し、 Reggie Tsiboe 、 Frank Farian Cathy Bartney、 Madeleine Davis 、 Judy Cheeksが支持した。このシングル音楽はグループの7番目の無題アルバムに含まれ、1983年秋に発売される計画だった。しかし、ドイツのチャートで48位を記録し、成績が良くないとシングルはアルバムに含めなかった。その後、この曲を再び作業し、1984年5月にTen Thousand Lightyearsを発売する際に含めた。

### 《ライオンキング》サウンドトラック
1994年にアメリカのアニメライオンキングが国際的な認知度を持つようになった。ミーアキャットのティモンとイノシシのプンバアがシンバというライオンの主人公に苦しんだ過去のことを忘れて、現在だけ充実しなければならないという教訓を教えて励ましている。このサウンドトラックの残りの部分は、エルトン・ジョンが作曲し、チーム・ライスが作詞した1995年アカデミー賞でAcademy Award for Best Original Song賞に乗って有名になり、その後アメリカ映画協会が99番目の最高の曲に選ばれた。 